# Psila tarbagotaica
Psila tarbagotaica är en tvåvingeart som beskrevs av Shatalkin 2008. Psila tarbagotaica ingår i släktet Psila och familjen rotflugor.
Artens utbredningsområde är Kazakstan. Inga underarter finns listade i Catalogue of Life.